# El Yagual (El Yagual)
Pour les articles homonymes, voir El Yagual.
El Yagual est une localité de la paroisse civile d'El Yagual dans la municipalité d'Achaguas dans l'État d'Apure au Venezuela.